# 인천지방법원

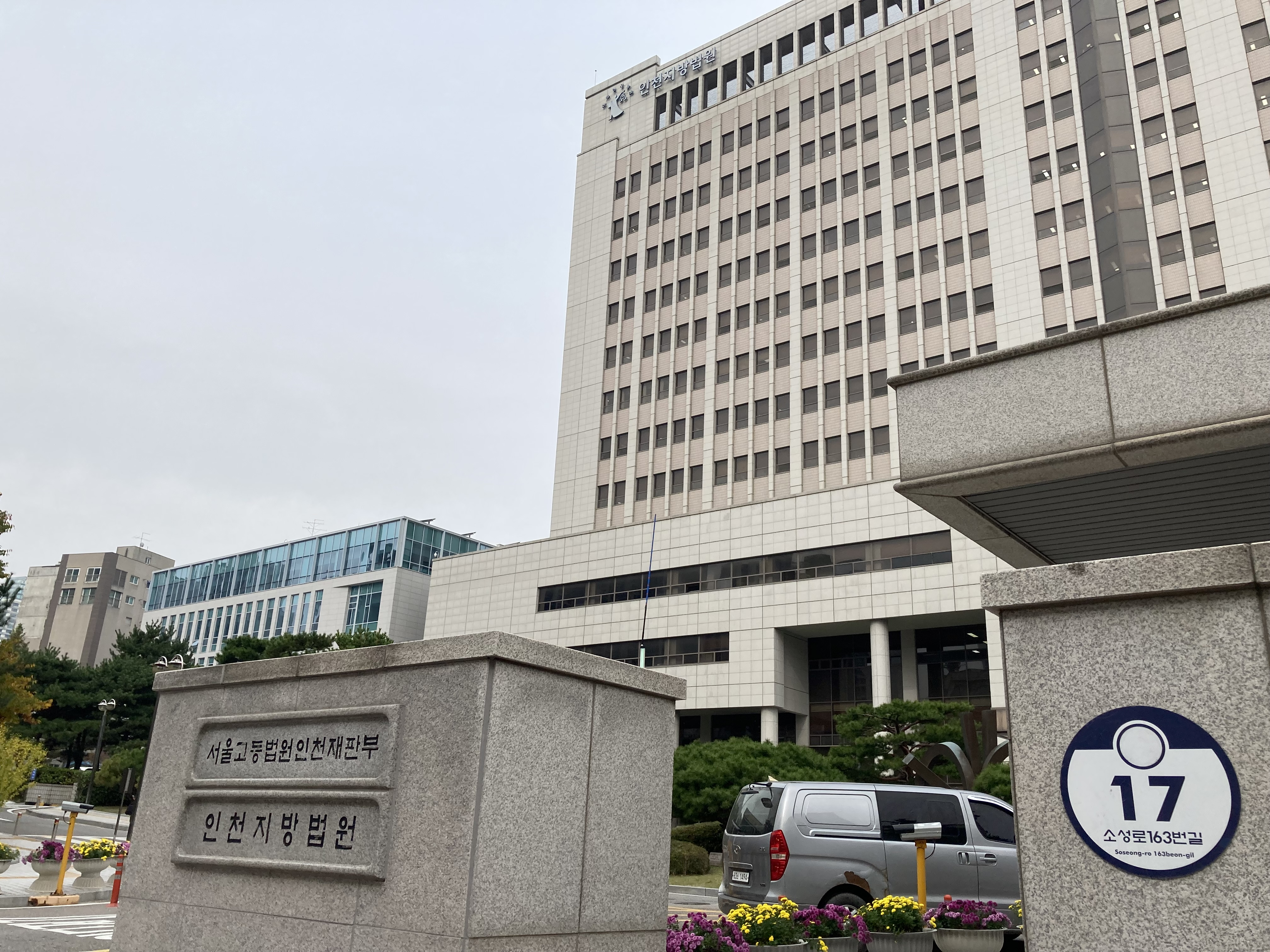
인천지방법원(미추홀구 소성로163번길 17)

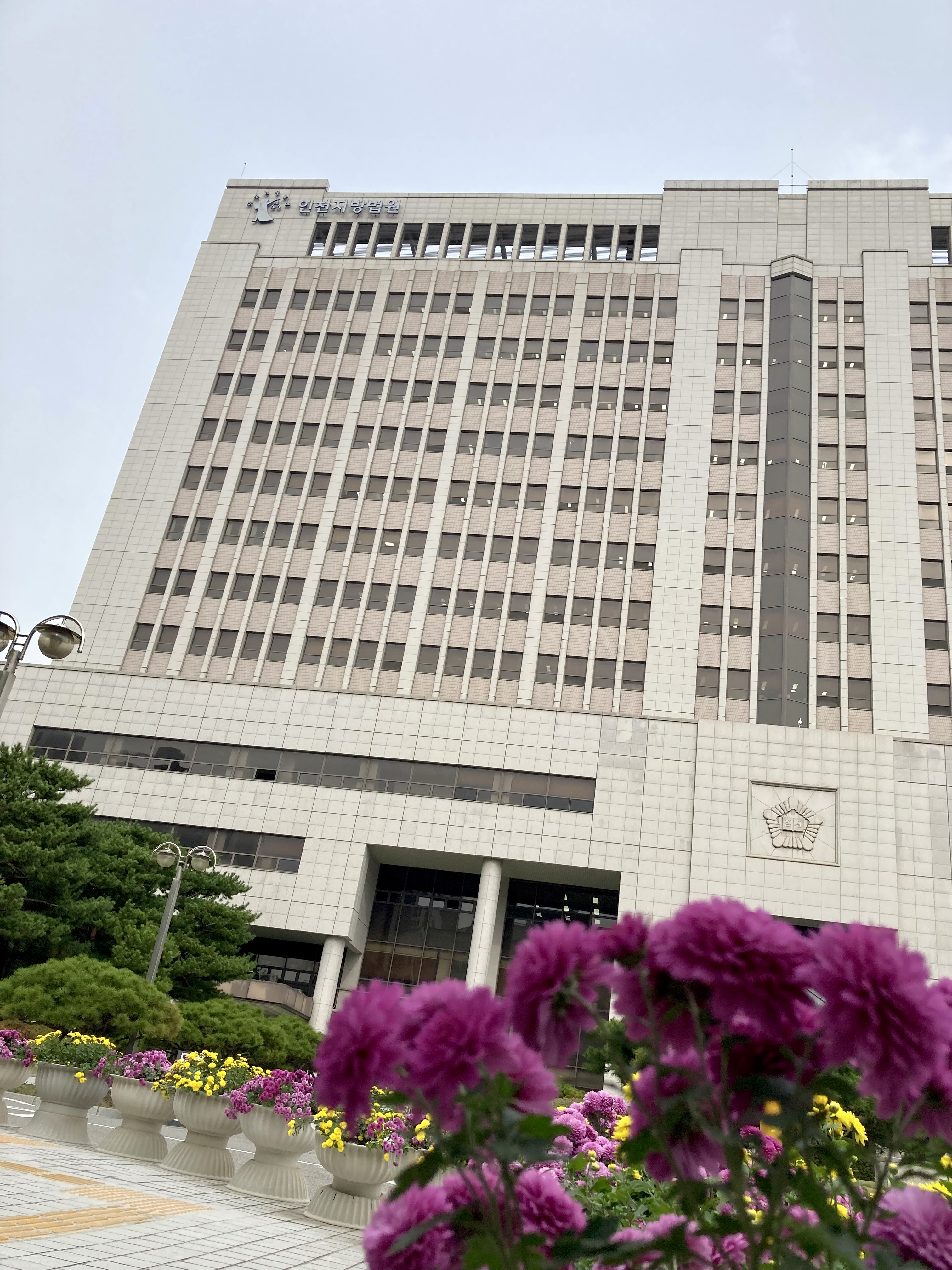
인천지방법원 가을풍경

인천지방법원(仁川地方法院)은 인천광역시, 경기도 부천시, 김포시를 관할하는 대한민국 지방법원이다.

## 역대 법원장
| 순번 | 이름   | 재임 기간                         | 경력                                                                               |
| ---- | ------ | --------------------------------- | ---------------------------------------------------------------------------------- |
| 대   | 송문현 | ~ 1950년                          | 한국전쟁 중에 납북                                                                 |
| 대   | 김석수 | 1980년 8월                        | 수원지법 인천지원                                                                  |
| 대   | 이병후 | 1983년 9월 1일 ~ 1986년 4월 16일  | 대전지방법원장에서 신설 법원장으로 전보, 대법원판사 임명                           |
| 대   | 허정훈 | 1986년 4월 17일 ~                 | 춘천지방법원장에서 전보                                                            |
| 대   | 김재철 | 1988년 7월 20일 ~ 1990년 1월 31일 | 청주지방법원장에서 전보                                                            |
| 대   | 이상경 | 1988년 10월 ~                     |                                                                                    |
| 대   | 이정낙 | 1991년 2월 1일 ~                  |                                                                                    |
| 대   | 이원배 | 1992년 8월 ~                      |                                                                                    |
| 대   | 이철환 | 1993년 4월 ~ 1993년 10월 14일     | 1993년 공직자 재산공개 78억5864만6천원으로 최다 문책성으로 제주지방법원장으로 전보 |
| 대   | 한대현 | 1993년 10월 15일 ~ 1994년 9월     | 서울지법 동부지원장에서 승진, 서울형사지방법원장으로 전보                          |
| 대   | 안석태 | 1994년 9월 ~ 1995년 2월 20일      | 부산지방법원장으로 전보, 법원 경매 입찰 보증금 횡령 사건 2월초에 인지해 검찰 고발  |
| 대   | 송재헌 | 1995년 2월 21일 ~ 1998년 2월      | 청주지방법원장에서 전보, 서울행정법원 초대 원장으로 부임                           |
| 대   | 정용인 | 1998년 2월 23일 ~                 | 대전지방법원장에서 전보                                                            |
| 대   | 강봉수 | ~1999년 10월 10일                 | 서울지방법원장으로 전보                                                            |
| 대   | 김효종 | 1999년 10월 11일 ~                |                                                                                    |
| 대   | 이상현 | 2000년 7월 21일 ~ 2000년 9월 28일 | 음식점에서 부정맥으로 사망                                                         |
| 대   | 이상경 | 2001년 2월 12일 ~ 2002년 2월 7일  | 부산고등법원장에 임명                                                              |
| 대   | 황인행 | 2002년 2월 8일 ~ 2003년 2월 11일  | 서울가정법원장으로 전보                                                            |
| 대   | 김연태 | 2003년 2월 12일 ~ 2003년 9월 15일 | 청주지방법원장에서 전보, 광주고등법원장으로 승진                                   |
| 대   | 김명길 | 2003년 9월 15일 ~ 2004년 4월 13일 | 대구지방법원장에서 전보, 소송사건 당사자로부터 골프접대시민단체로부터 사퇴 압박    |
| 대   | 우의형 | 2004년 4월 19일 ~ 2005년 2월 13일 | 청주지방법원장에서 전보                                                            |
| 대   | 이우근 | 2005년 2월 14일 ~ 2005년 11월 3일 | 서울행정법원장으로 전보                                                            |
| 대   | 민형기 | 2005년 11월 4일 ~ 2006년 8월 23일 | 대법관 인사청문회 준비                                                             |
| 대   | 이인재 | 2006년 8월 24일 ~ 2008년 2월 12일 | 서울동부지방법원장으로 전보                                                        |
| 대   | 김이수 | 2008년 2월 13일 ~                 | 서울남부지방법원장으로 전보                                                        |
| 대   | 이상훈 | 2009년 2월 9일 ~                  |                                                                                    |
| 대   | 김종백 | 2010년 2월 11일 ~                 |                                                                                    |
| 대   | 조용구 | 2012년 2월 16일 ~ 2013년 2월 13일 | 고등법원 재판장 복귀                                                               |
| 대   | 지대운 | 2013년 2월 14일 ~                 |                                                                                    |
| 대   | 강형주 | 2014년 2월 14일 ~ 2014년 8월      | 법원행정처 차장으로 임명                                                           |
| 대   | 김동오 | 2014년 8월 ~                      | 서울고등법원 수석부장판사에서 임명                                                 |
| 대   | 김인욱 | 2017년 2월 ~ 2019년 1월 31일      | 정년 퇴임                                                                          |
| 대   | 윤성원 | 2019년 2월 1일 ~ 2019년 2월 1일   | 1월 28일 인사가 있은 이후 2월 1일 사직                                             |
| 대   | 강영수 | 2021년 2월 ~ 2022년 2월           |                                                                                    |
| 대   | 정효채 | 2022년 2월 ~ 2024년 2월           |                                                                                    |
| 대   | 김귀옥 | 2024년 2월 ~                      |                                                                                    |

## 소재지
- 본원: 인천광역시 미추홀구 소성로168번길 17 (학익동)
  - 강화군법원: 인천광역시 강화군 강화읍 강화대로 300 (갑곳리)
- 부천지원: 경기도 부천시 상일로 129 (상동)
  - 김포시법원: 경기도 김포시 봉화로 16(사우동)
- 북부지원: 인천광역시 서구 당하동 191[7]

- 등기국: 인천광역시 미추홀구 경원대로 881 (주안동)

## 사진

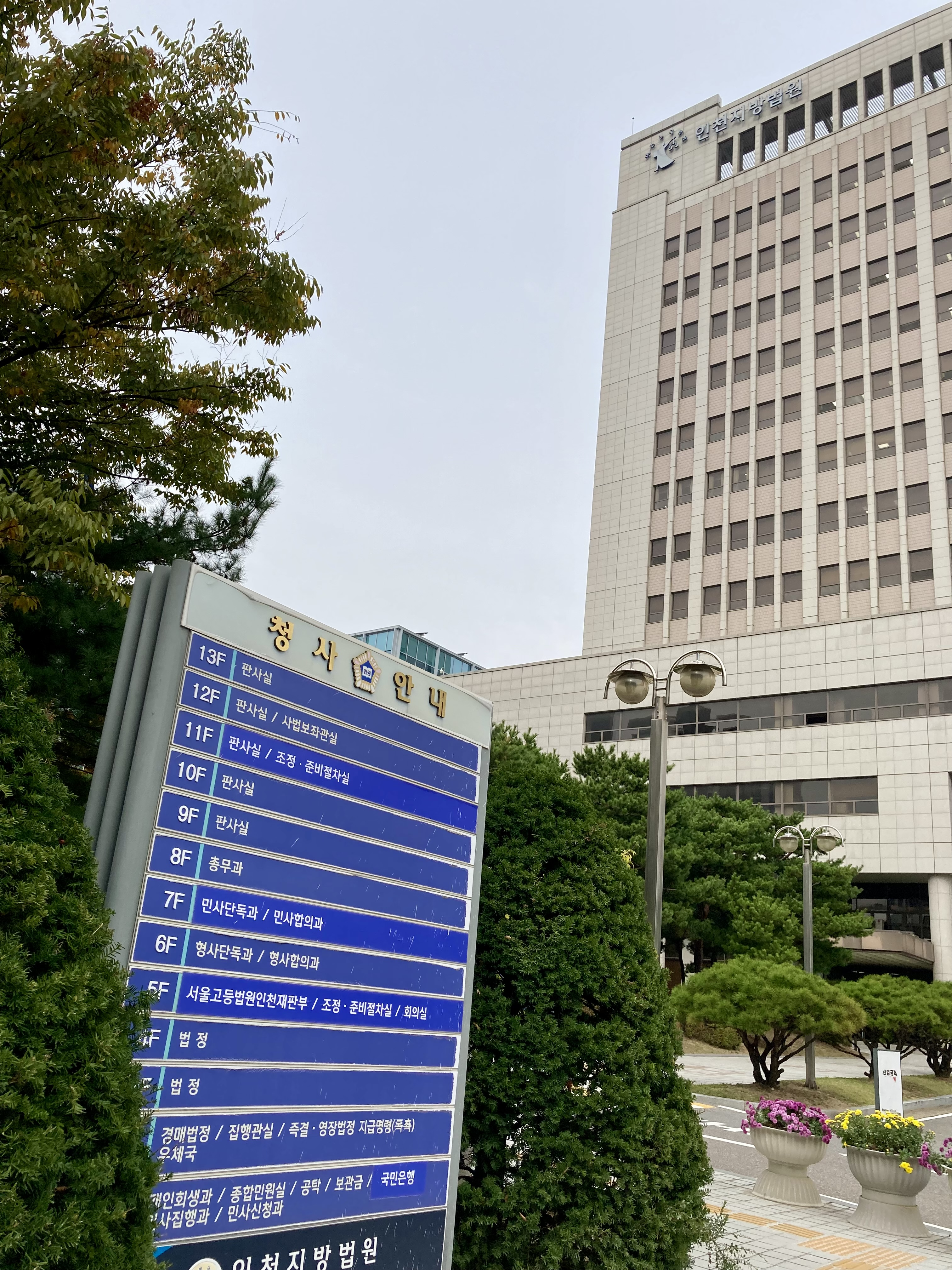
인천지방법원 청사안내판
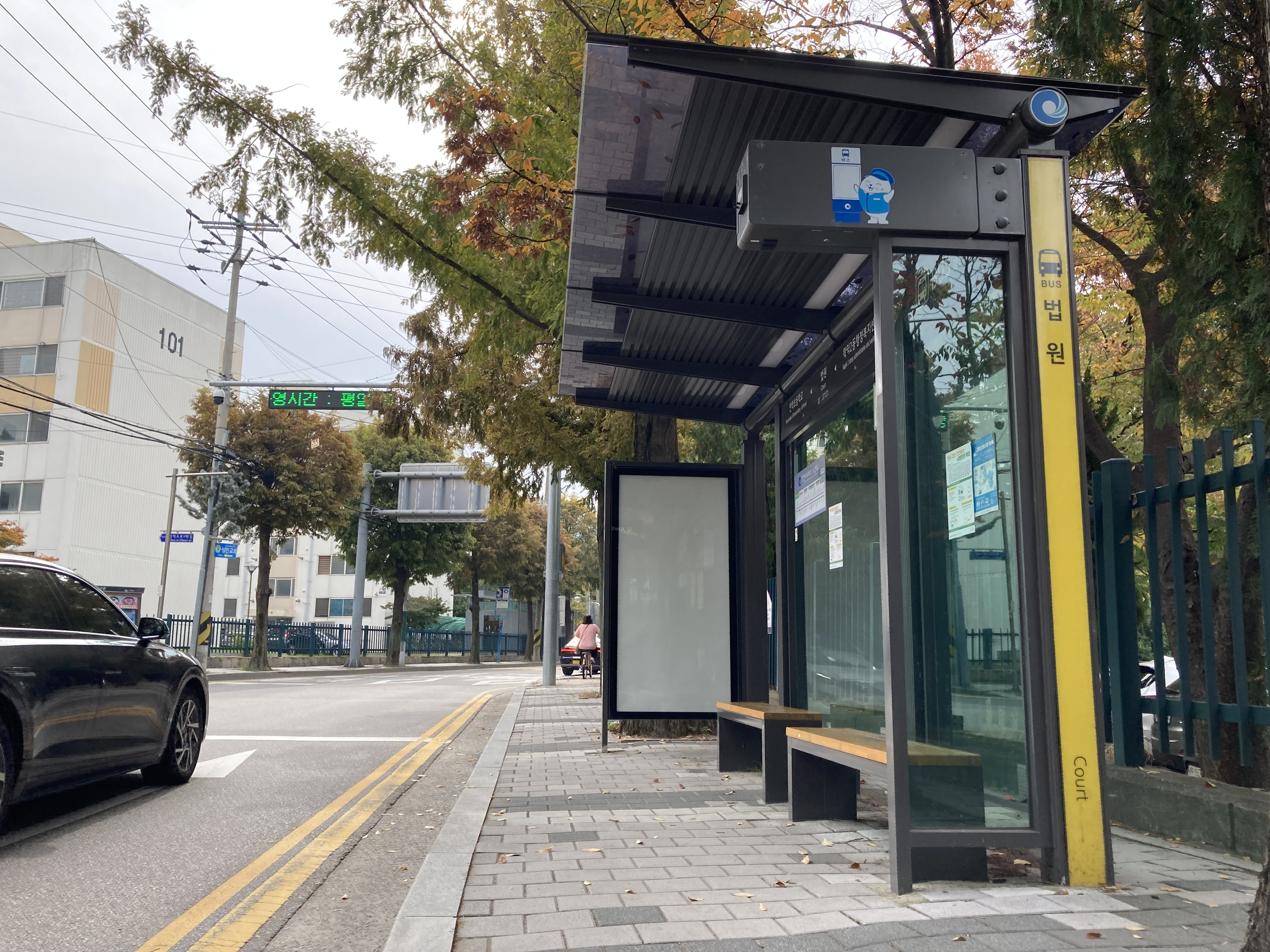
법원버스정류장
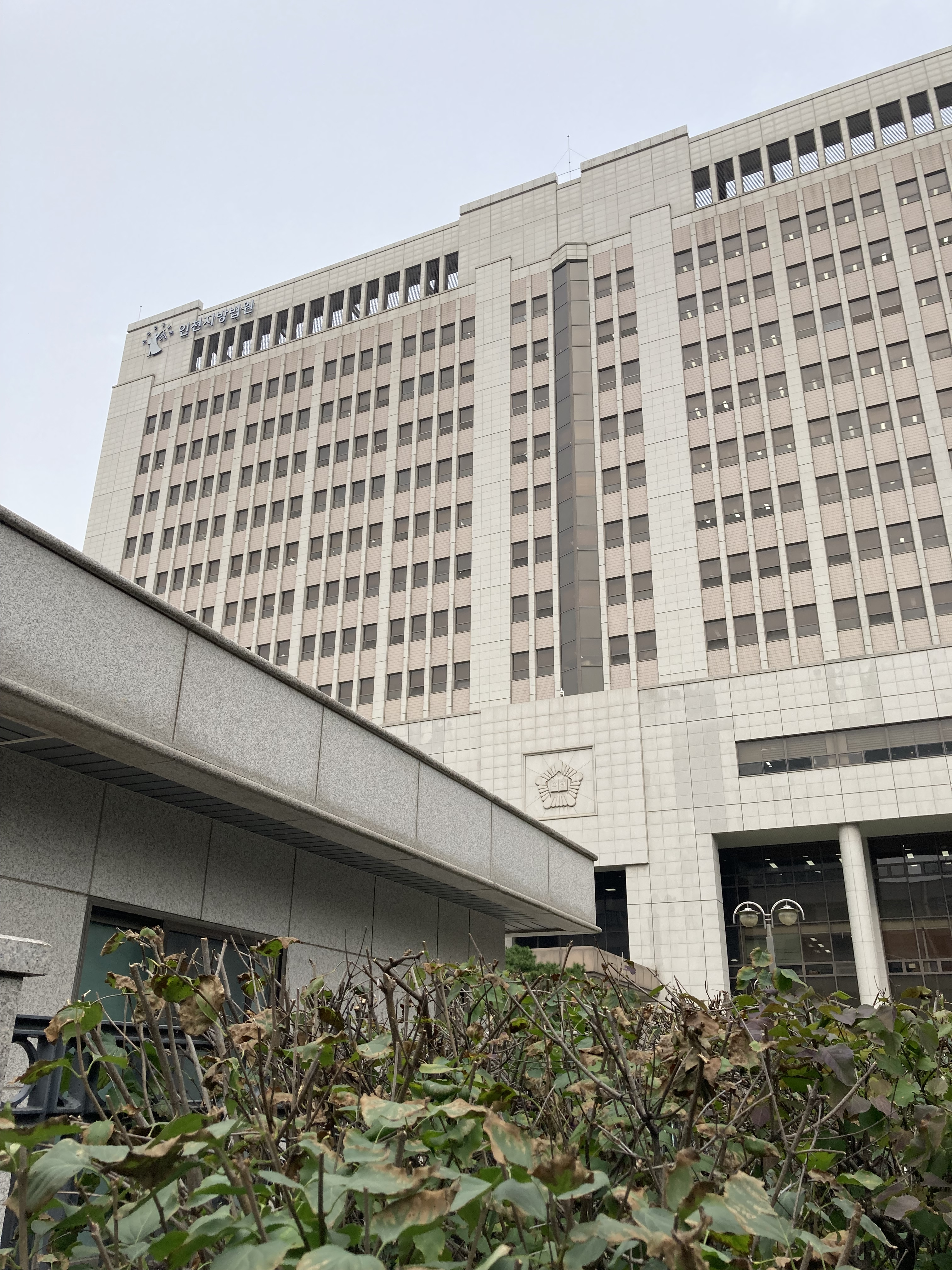
인천지방법원 정문입구
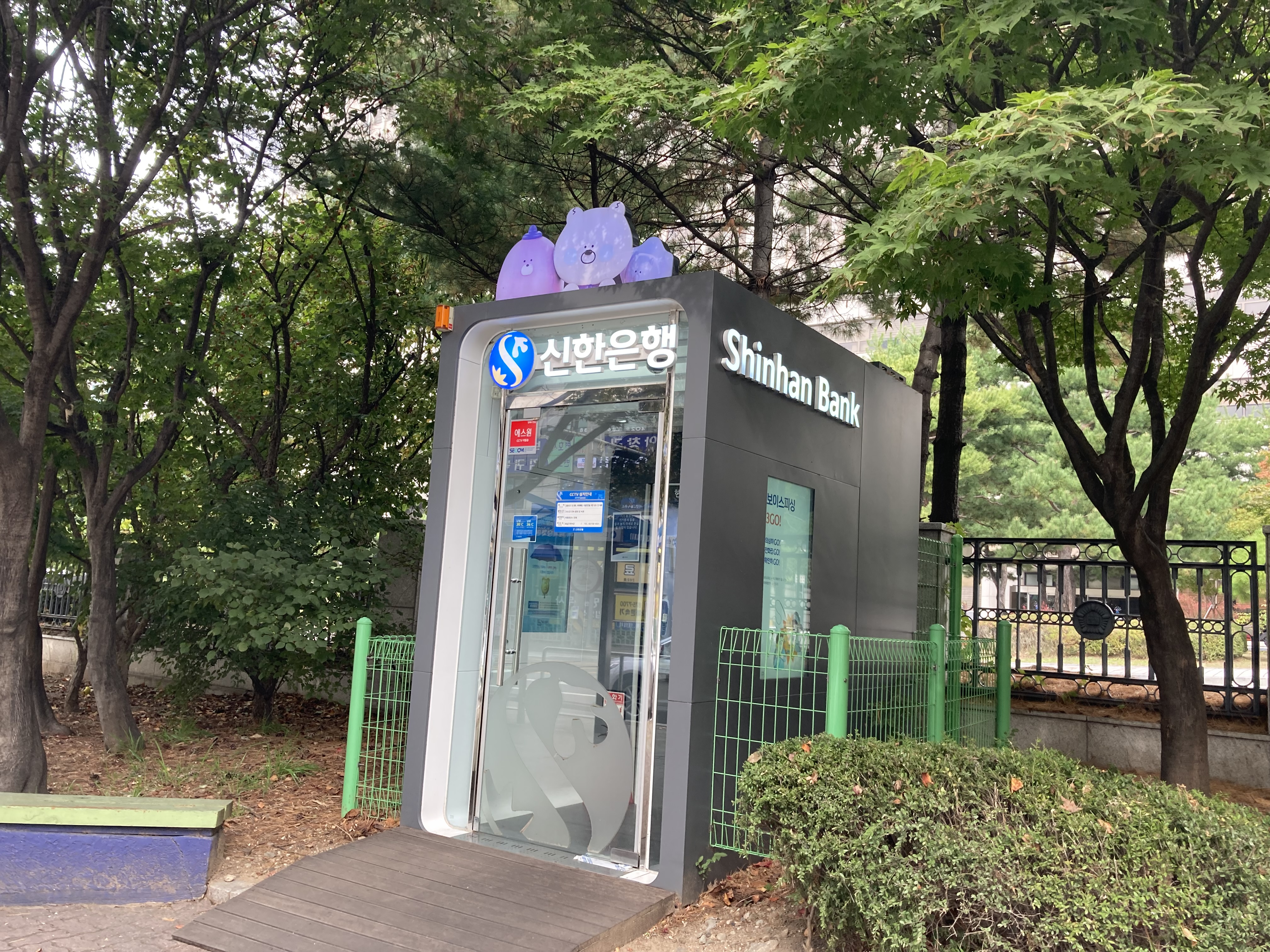
인천지방법원 앞 신한은행ATM기기
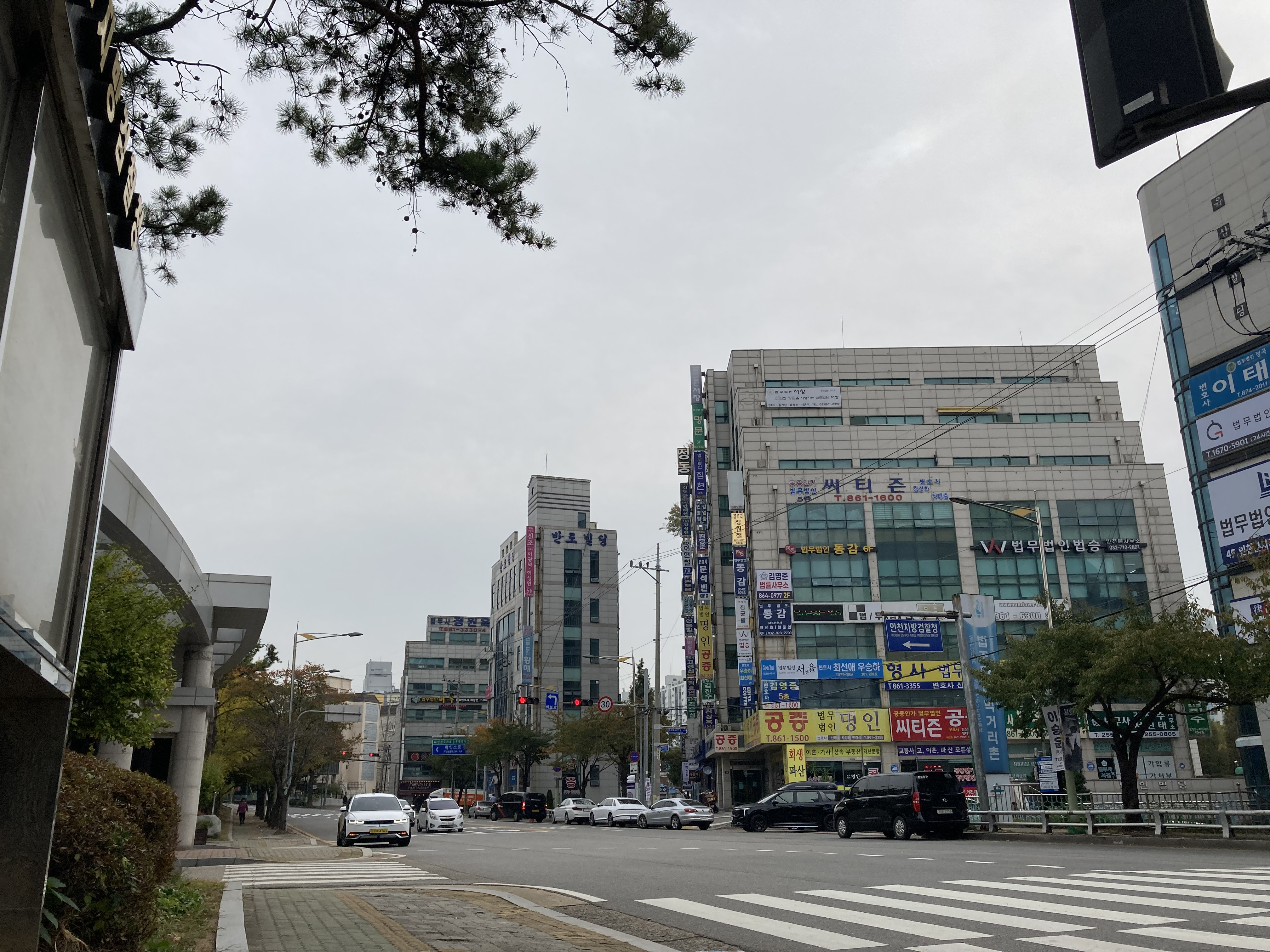
소성로163번길 풍경
인천지방법원등기국(경원대로 881) 2024년 외관
인천지방법원등기국(2011년)
경원대로 881에 있는 인천가정법원, 인천지방법원등기국
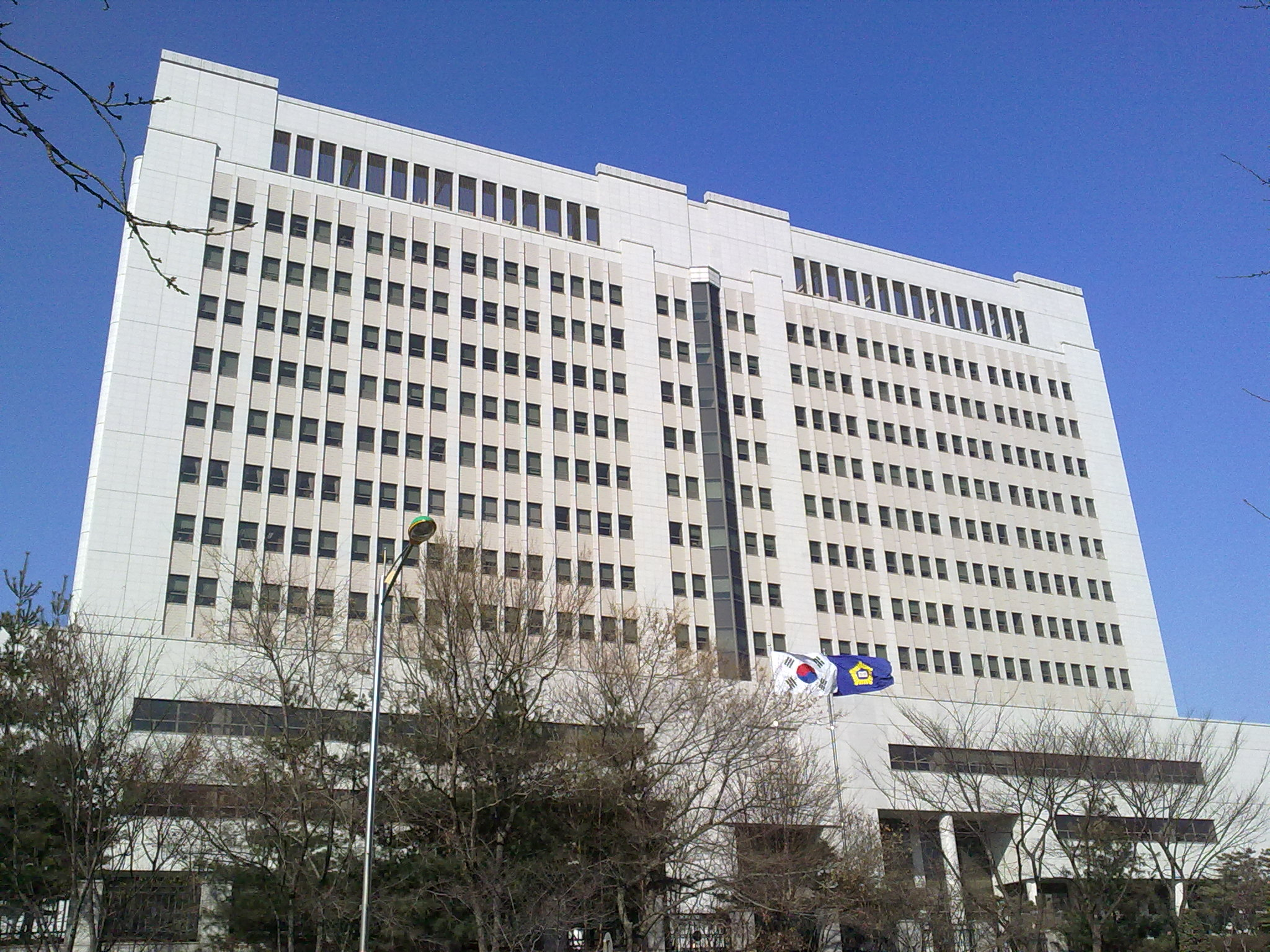
인천지방법원(2011년)
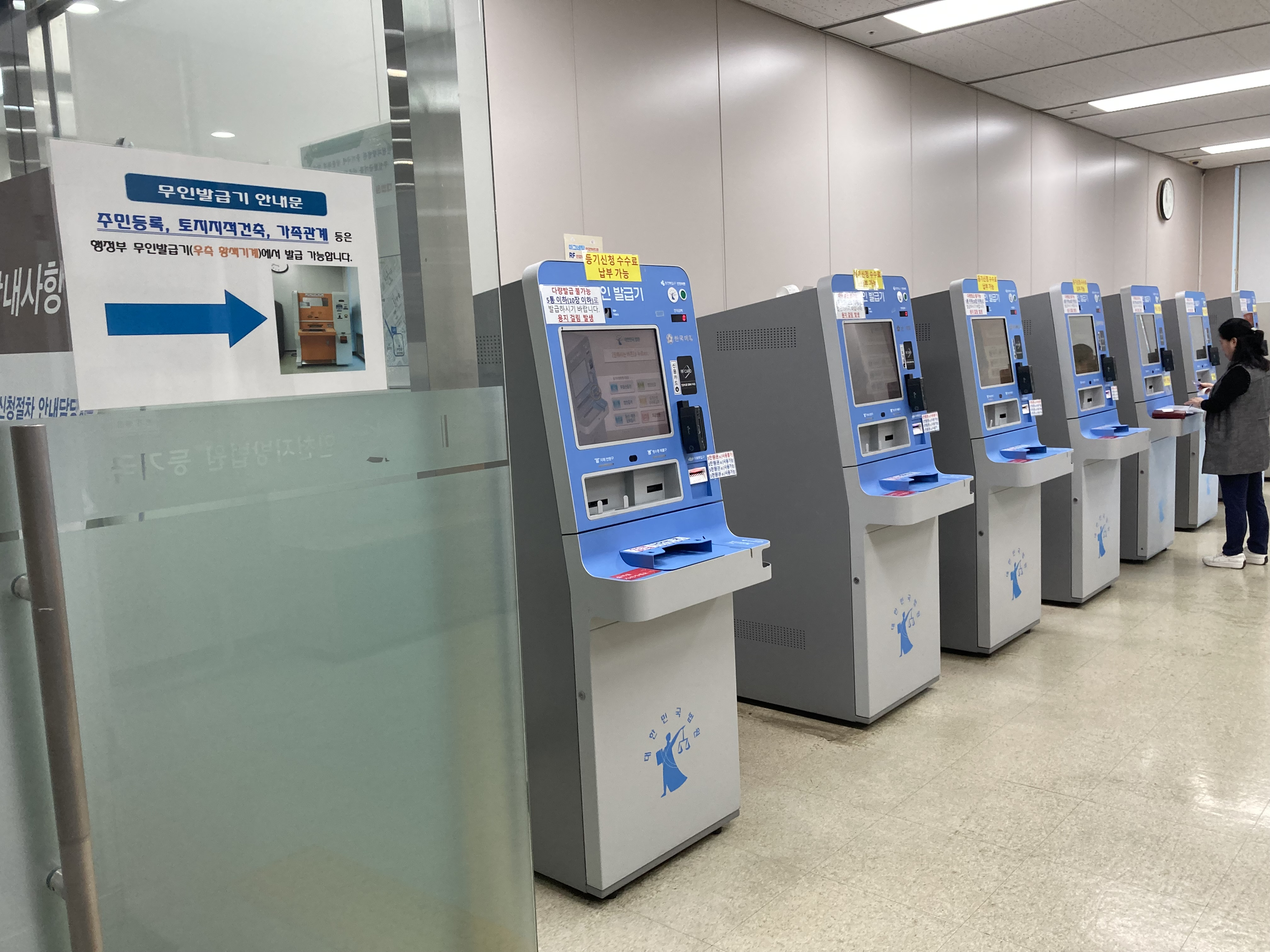
경원대로 881에 있는 등기국 무인민원발급기
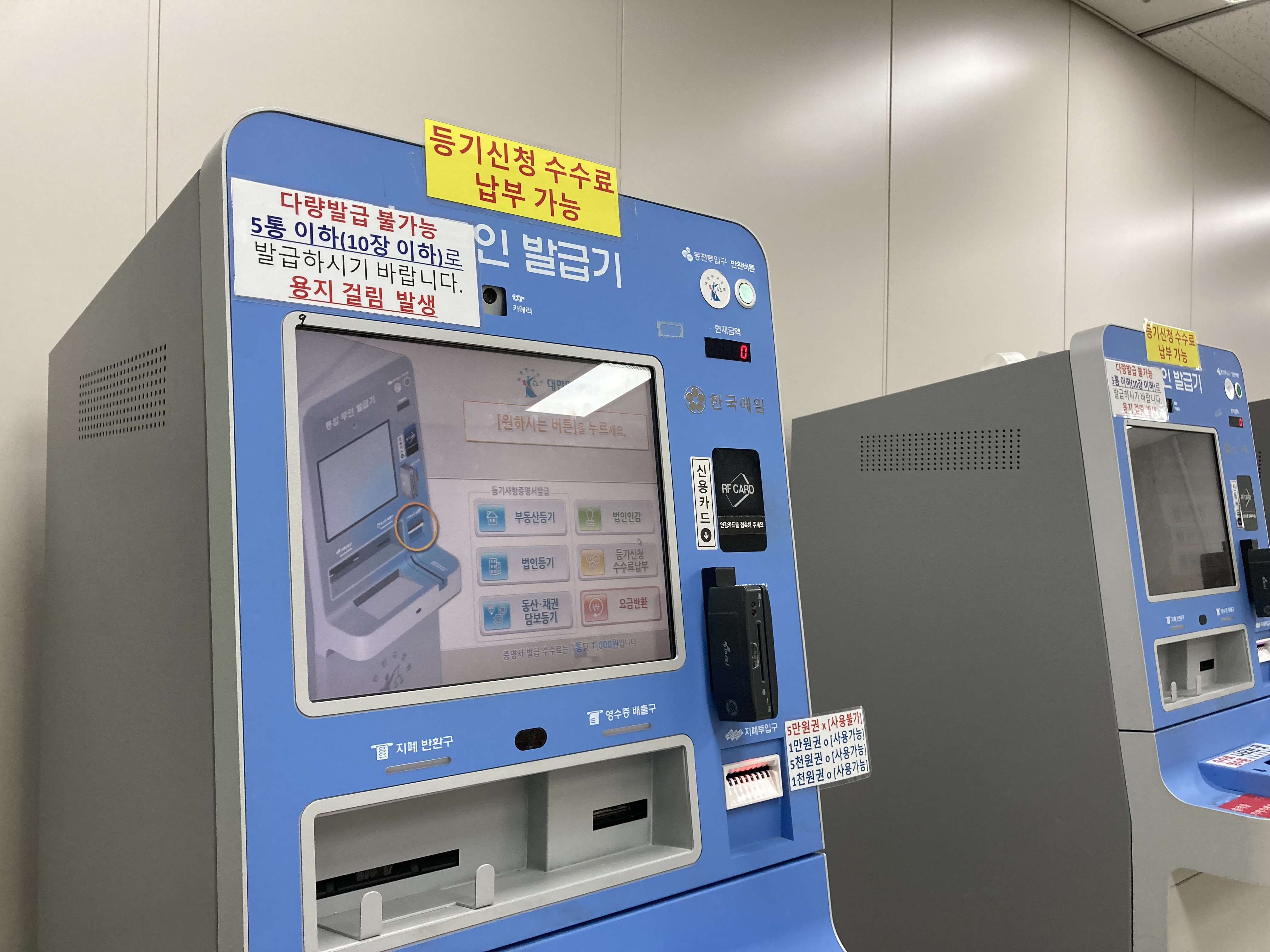
경원대로 881에 있는 등기국 무인민원발급기
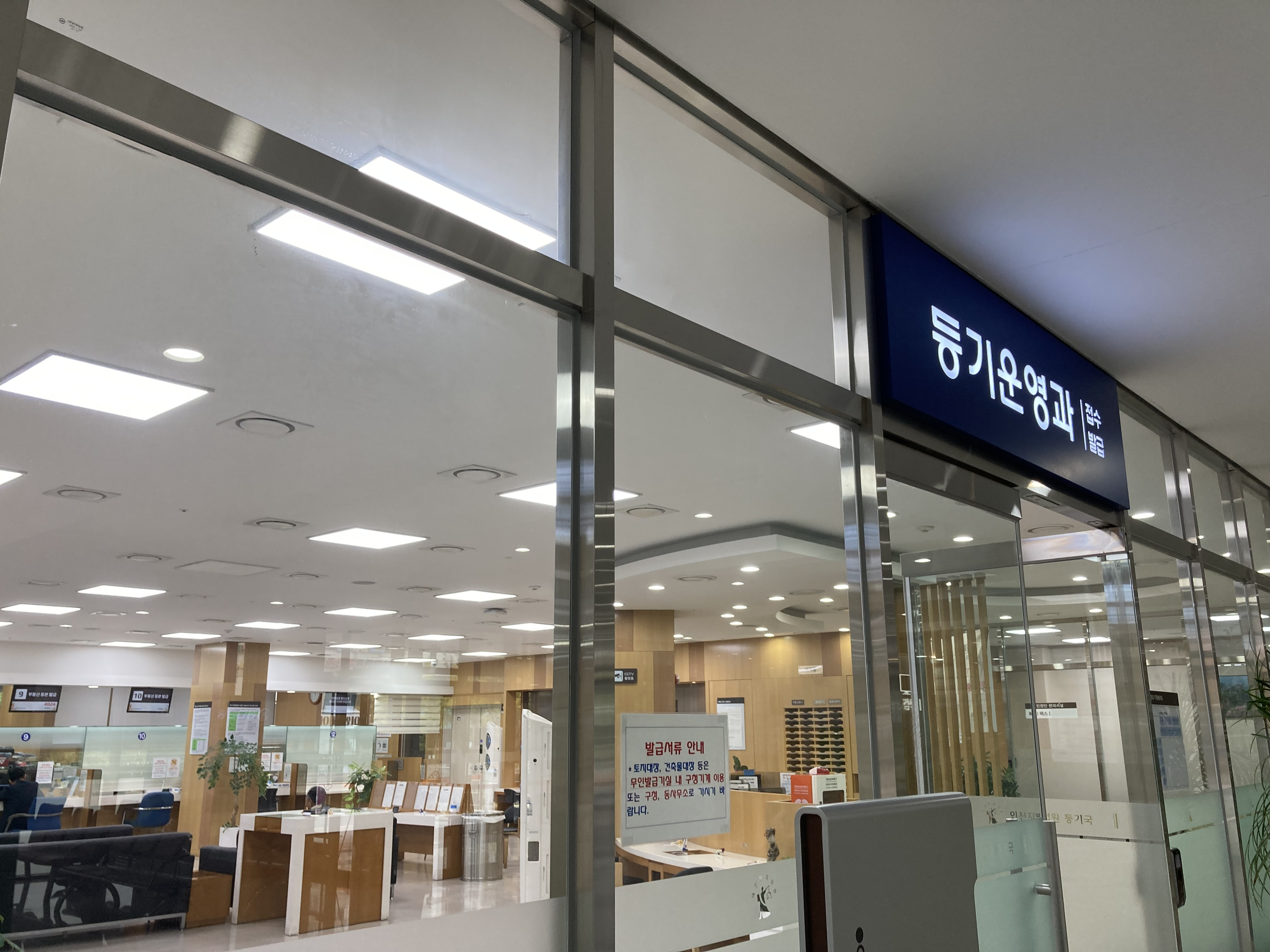
경원대로 881에 있는 등기운영과